# كريستيان سورتو
كريستيان سورتو (بالإنجليزية: Christian Sorto)‏ هو لاعب كرة قدم أمريكي في مركزي الوسط والهجوم، ولد في 19 يناير 2000 في سيلفر سبرينغ في الولايات المتحدة. لعب مع لودون يونايتد.

## وصلات خارجية
- كريستيان سورتو على موقع قاعدة بيانات كرة القدم.إي يو (الإنجليزية)
- كريستيان سورتو على موقع ناشيونال فوتبول تيمز (الإنجليزية)
- كريستيان سورتو على موقع Soccerway.com (الإنجليزية)